# Софія Данська
Софія Данська (дан: Sofie Eriksdatter і швед Sofia Eriksdotter; 1241—1286) — королева Швеції як дружина короля Вальдемара.

## Ранні роки
Софія була старшою дочкою Еріка IV і Юти Саксонської. У неї не було братів, але були три сестри, Інґеборґа, Аґнес і Юта. Її батько був убитий у 1250 році, коли вона та її сестри були дітьми. Оскільки він не залишив сина, його наступником став брат Абель, а потім у 1252 році його другий брат Хрістоффер I.

## Шлюб
Шлюб між Софією Данською та королем Швеції Вальдемаром був укладений як частина політики мирної дипломатії між Данією та Швецією, яку підтримував Бірґер Ярл, батько Вальдемара і фактичний регент Швеції. У 1254 році Бірґер Ярл виступав посередником між Хрістоффером I і королем Норвегії Гоконом, і коли Хрістоффер I потребував підтримки проти архієпископа Лунда Якоба Ерландсена, у 1258 році був укладений союз між Христоффером I, королем Норвегії Гоконом і Бірґером Ярлом. У зв'язку з цим Хрістоффер I заручив свою племінницю Софію з сином Бірґера Вальдемаром зі Швеції, а його племінниця Інґеборґа із сином Гокона Маґнусом VI. Була необхідна звільнення від Папи, щоб дозволити шлюб у межах ступеня спорідненості, який був наданий Олександром IV 1 березня 1259 року з мотивацією, що шведи та данці завдяки цьому шлюбу зможуть більше боротися проти сусідніх язичників. В «Ерікскронікані», що коли їй повідомили про домовлений шлюб, вона вийшла з кімнати, зайшла до своєї кімнати і попросила Діву Марію: «Дай мені щастя з ним і йому зі мною».

## Королевство
За словами Ерікскронікана, весілля між Софією та Вальдемаром відбулося в 1260 році в Імнінге (ймовірно, Онінге в Одешогу), і було описано як грандіозна подія з турнірами, танцями, іграми та віршами. Софія отримала дохід від Мальме та Треллеборга, а також статок у золоті та сріблі як її придане. Однак її становище на весіллі було вже дещо меншим, ніж тоді, коли було оголошено про заручини. Її тесть Бірґер Ярл сам одружився з вдовою її дядька Абеля, вдовою данською королевою Матильдою Голштинською, і Софія отримала тим самим вдову свого дядька Абеля, названого вбивцею її батька, як її свекруха. Під час цього весілля її дядька Хрістоффера I змінив Ерік V з Данії під регентством Марґарет Самбірійської, яка відмовлялася визнавати право Софії на спадщину після батька до 1263 року.
Софія описана в літописах як політично активна, горда красуня з гострим язиком і інтересом до шахів. Про неї відомо небагато подробиць, але її печатка як королеви збереглася, а також імена двох її фрейлін: Маргарети Рагнілдсдоттер та Інгрід.
У 1266 році її чоловік нарешті став королем де-факто після смерті свого батька Бірґера Ярла, а свекруха покинула Швецію. У конфлікті між королем Вальдемаром та його братами королева Софія прийняла сторону короля і, як повідомляється, також посилила конфлікт, образивши своїх зятів: вона славно назвала герцога Маґнуса Біргерссона «кет-лаботер» («Маґнус Лідильник») і герцог Ерік Бірґерссон «Erik alls intet» («Дійсно-нічого-Ерик»).
У той час як сама Софія та її сестра Інґеборґа були одружені з королями, їхні сестри Аґнес і Юта були змушені стати черницями під тиском данського регента, щоб уникнути того, щоб більша частина величезного статку сестер мала залишити Данію. У 1271 році Аґнес і Юта втекли з монастиря в Роскілле до своєї сестри королеви Софії в Швеції. У шведському королівському дворі їх привітно зустріли, але Юта і Вальдемар влаштували скандал, закрутивши роман. Можливо, у 1273 році у них народилася дитина. Скандал — не тільки перелюб, а й кровозмішення, оскільки церква вважала невістку справжньою сестрою — як повідомляється, призвів до того, що Вальдемару довелося здійснити паломництво до Риму, щоб попросити прощення у Папи. Чи він справді здійснив паломництво, невідомо. За літописами королева Софія коментувала: «Я ніколи не одужаю від цього горя. Прокляти день, коли моя сестра побачила королівство Швеція».
У 1274 році в Швеції почалася відкрита громадянська війна, коли брати короля, герцоги Маґнус і Ерік, оголосили йому претензію на трон. Після битви при Гові в червні 1275 року герцог Маґнус проголосив себе королем Швеції. Ця новина надійшла до королеви, коли вона грала в шахи. Король Вальдемар використав зв'язки Софії та вступив у союз з королем Данії та Норвегії проти Маґнуса, але безуспішно. Потім він спробував вступити в союз з Бранденбургом і князями Північної Німеччини, влаштувавши шлюб між його дочкою Інґеборґою і Герхардом II Гольштинським і заклавши Ґотланд Бранденбурґу. Під час конфлікту Софія виступила на боці Вальдемара: 8 вересня 1277 року вона разом з Вальдемаром підписали лист про закладення острова Ґотланд Банденбурґу в Копенгагені.

## Пізніше життя
У 1278 році Вальдемар нарешті погодився назавжди зректися престолу на користь свого брата Маґнуса і взяв титул quondam rex (колишній король), а також отримав деякі землі у Вестерґетланді та Естерґетланді. Вальдемар оселився в Данії в 1280 році, а Софія залишилася в Швеції. З цього моменту вони жили окремим життям.
Королева Софія називала себе regina quondam (колишня королева) і senior regina (старша королева). Вона згадується в кількох ділових документах, наприклад, коли вона пожертвувала прибуток від лову лосося в Норрчепінгу абатству Скеннінге в 1283 році. Наступного року данський суд у Ніборзі остаточно вирішив питання про спадщину її та її сестер і надав їм доступ до всіх земель, успадкованих їхнім батьком у Данії. Приблизно в той же час король Маґнус на практиці визнав свого брата Вальдемара непридатним керувати його справами (зрештою він ув'язнив Вальдемара в 1288 році). Незрозуміло, як і чи вплинуло це на Софію, але Магнус таки взяв на себе управління маєтками Вальдемара і опіку над донькою Софії, шлюби якої він організував.
Софія померла в 1286 році. Одне джерело стверджує, що вона була похована в абатстві Врета, а інше — в абатстві Рінґстед в Данії. Її чоловік був ув'язнений у 1288 році і відкрито жив із коханками у своїй затишній в'язниці до своєї смерті в 1302 році.

## Проблема
У Софії було шестеро дітей:
1. Інґеборґа (1263—1292), графиня Гольштейн, одружена з Герхардом II, графом Гольштейн-Плон
2. Ерік (1272—1330), Ріксрод, данський претендент на престол у 1328—1329 роках.
3. Марина, вийшла заміж у 1285 році за Рудольфа, графа Діпхольца
4. Річеза (до 1292 р.), королева Польщі, вийшла заміж у 1285 р. за польського короля Пшемислом II
5. Катерина (пом. 1283)
6. Марґарет (пом. після 1288), монахиня в абатстві Скеннінґе з 1288 року.